# Российская академия путей сообщения
Российская академия путей сообщения Российского университета транспорта (РАПС МИИТ) — структурное подразделение Российского университета транспорта. Была основана в 1968 году как Московский институт повышения квалификации руководителей и специалистов железнодорожного транспорта, позднее — Всесоюзный институт повышения квалификации руководителей и специалистов железнодорожного транспорта. С 1998 года — в составе МИИТа.

## История
В 1968 году Решением МПС СССР был организован Московский институт повышения квалификации руководителей и специалистов железнодорожного транспорта.
В 1985 году Московский институт повышения квалификации руководителей и специалистов железнодорожного транспорта был переименован во Всесоюзный институт повышения квалификации руководителей и специалистов железнодорожного транспорта .
В 1995 году в целях укрепления кадрового потенциала железнодорожного транспорта Указом Президента РФ от 03 мая 1995 г. № 438 Институт повышения квалификации руководящих работников и специалистов железнодорожного транспорта преобразован в Российскую академию путей сообщения (РАПС).
В 1998 году академия была присоединена к Московскому государственному университету путей сообщения (МИИТ).

## Руководители
- Лёвин Борис Алексеевич (1991 — 1997)
- Карпов Леонид Анатольевич (1997 — 2019)
- Епишкин Илья Анатольевич (с 2019)